# 黒い家
『黒い家』（くろいいえ）は、貴志祐介による日本のホラー小説、及びそれを原作とした日本のホラー漫画・日本と韓国のホラー映画。第4回日本ホラー小説大賞受賞作。保険金殺人がテーマの作品である。1999年には、森田芳光監督、内野聖陽・大竹しのぶ主演で映画化され、2007年には韓国でリメイク版が制作された。

## あらすじ
大手生命保険会社「昭和生命」の京都支社で保険金の査定業務を担当する主人公・若槻慎二は、保険加入者である菰田重徳からの呼び出しにより菰田家を訪問する。そこで、菰田家の子供（妻の連れ子）が首を吊った状態で死亡しているのを発見してしまう。
遺体を発見した際の重徳の反応から保険金目当ての事件の疑いが濃厚な事案であったことに加え、菰田家には以前にも自傷とも疑われる不可解な保険金請求があったことから、昭和生命は保険金の支払いを保留するが、重徳は慎二のいる支社に毎日やってきては執拗に支払いを求める。そんな中、上司の葛西好夫の調査により、重徳がかつて自傷行為により障害給付金を詐取する『指狩り族』グループの一員だったことが判明する。疑念を抱いた若槻は独自の調査を開始。過去に菰田夫妻と関わりのあった人々から彼らの過去を調べ、更にそこから入手した彼らが幼少のころに学校で書いた詩を若槻の恋人である恵の勤務する大学の研究室に属する心理学者の醍醐則子教授と助手で犯罪心理学に詳しい金石にプロファイルを依頼する。
若槻は日々の支払いの要求だけでなく、自宅への大量の無言電話を皮切りに重徳の行いと思われる複数の嫌がらせが始まるも、結局警察が夫婦の子供の自殺の認定をしたことから保険金は支払われることとなった。
その直後、金石より菰田夫妻はサイコパスであり、これ以上彼らに関わると身の危険であるという忠告を受けた若槻は一連の事件の首謀者を重徳と推測し、妻の幸子宛に注意を促す匿名の手紙を送る。
そこから、若槻自身とその周囲の生命が脅かされる恐怖の日々が始まった。
恵が飼っている愛猫の3匹が彼女が留守の間に何者かにすべて首を落とされ、その首が若槻の自宅前に置かれるという事件を皮切りに続いて金石が惨殺される。金石は長期間の監禁・拷問の末殺害されバラバラにされており、若槻は重徳の異常性と犯行の可能性を訴えるが、警察は取り合わない。若槻はそこで醍醐教授や恵の話から重徳ではなく幸子が主犯として行動しているのではないかと考えだしたその矢先、菰田家から再び保険金請求の書類が提出されるが、若槻と葛西が病院を訪れると重徳が両腕の肘から先が切断されていた。
最早廃人と化している重徳の前で幸子は事故を主張するがあまりに状況が不自然であったことに加え、病院での幸子の態度などから若槻や葛西は夫婦が完全に保険金の不正受給をもくろむ確信犯としてついに詐欺や不正請求が疑われる契約の解除交渉を専門とする「潰し屋」で元暴力団員の三善の派遣を決断。
三善は病院にて即座に幸子が主犯と見抜き、裁判や刑事事件に発展させると取り扱い契約解除を迫る。
三善に菰田夫妻の件を任せた若槻だったが、そのたった数日後の深夜、若槻の自宅に幸子が襲撃を仕掛けてくる。偶然にも買い物に出かけていて帰宅直前、幸子が自宅に合鍵を使って侵入するのを目撃した若槻はなんとかやり過ごすことができたが合鍵を渡している相手は恵一人だったことから彼女が拉致された可能性に思い当たり、警察に通報すると幸子が帰宅前に菰田家に先回りして内部を探索する。
すると菰田家邸内で大量の死体が埋められた穴や殺害されバラバラにされた三善の亡骸を発見。更に拉致監禁されていた恵を見つけ、共に脱出を図るも想像より早く帰宅した幸子が現れ、隠れてやり過ごそうとするが絶体絶命に陥る。
辛くも警察が到着したことで二人は切り抜けることができたが幸子は逃走。恵は精神を病み関東の実家で療養することになる。
恵の救出から3週間経過後、同業の別部署の社員より夜に連絡事項があるので社内で待っていてほしいという連絡を受け取った若槻は夜、ほかの社員が帰宅して残っているのは警備員だけという状況になっている状態で社内に残っていたが、実はその連絡は幸子の罠であり、彼女は若槻への報復として単身で事業所へ襲撃をしかけてくる。
警備員が殺害され、電話線も切られて孤立無援になった若槻はなんとか事業所から脱出を図るが幸子の策にはまり、彼女と1対1での対決を強いられた若槻は片腕に重症負いながらも消火器を利用して幸子を殺害。死闘を制するのだった。
心を癒して京都に戻ってきた恵と共に怪我を癒した後に元通りの生活に戻った若槻だったが、物語は菰田幸子を超える異常な保険顧客の登場を示唆して幕を閉じるのだった。

## 受容
書評家の西上心太は、「超能力や妖怪などの超自然的存在を利用せずに血も凍る恐怖を描くことに成功した」と評している。
保険金殺人がテーマとなっており、本作品の発表翌年に発生した和歌山毒物カレー事件と内容が類似していることで話題となった。2012年の尼崎事件の際も類似性があるとして話題になった。

## 漫画
小野双葉によって漫画化された。1999年12月角川書店から刊行。全1巻。

## 映画

### 日本版
1999年11月13日、松竹の配給で公開。キャッチコピーは「この人間には心がない」。原作者の貴志が営業マン役で出演している。角川ホラー文庫のシナリオ集「映画版黒い家」では、出演する山崎まさよしの役名を当てるクイズキャンペーンが行われた。主人公が水泳好きであることや、菰田幸子がボウリングを行うなど、原作にはないエピソードも盛り込まれている。

#### スタッフ（日本版）
- 監督：森田芳光
- 脚本：大森寿美男
- 音楽：山崎哲雄
- 音楽プロデューサー：浅沼一郎、安井輝
- 主題歌：m-flo「chronopsychology」
- 撮影：北信康
- 美術：山崎秀満
- 編集：田中愼二
- 照明：渡辺三雄
- 制作担当：望月雅雄・橋本靖
- 録音：柿澤潔
- 助監督：杉山泰一、堀口正樹、市原大地、西川美和
- 特殊メイク：江川悦子
- 音響効果：東洋音響カモメ（渡部健一）
- 現像：IMAGICA
- MA：にっかつスタジオセンター
- スタジオ：東映東京撮影所
- プロデューサー：柘植靖司、三沢和子、山本勉
- エグゼクティブプロデューサー：原正人
- 製作総指揮：角川歴彦、大谷信義
- 配給：松竹
- 製作プロダクション：アスミック・エースエンタテインメント
- 製作：『黒い家』製作委員会（角川書店、松竹、IMAGICA、住友商事、日本出版販売、オーガスタパブリッシング、アスミック・エース エンタテインメント）

#### キャスト（日本版）
若槻慎二
演 - 内野聖陽
保険会社「昭和生命」北陸支店で働く査定や保全担当の会社員。真面目だが気弱な性格で、話し方も大人しい。趣味は水泳だが泳ぎ方にクセがあり、しぶきが隣のレーンの人にかかるぐらい立つ。

菰田幸子
演 - 大竹しのぶ、山岸里紗（少女時代）
常に夢うつつのような個性的な話し方が特徴。重徳とは再婚。
趣味はボウリング。黄色が好きで、作中では普段着ている服や水着、サングラスのフレームなどに黄色いものを取り入れており、ボウリング場で使うボールも黄色である。

菰田重徳
演 - 西村雅彦、小川恵光（少年時代）
旧姓小坂。常に体を揺らし、ぎこちない喋り方をする。過去に障害給付金を詐取するために自分で自分の指を切断する「指狩り族」として保険に加入していた。
実は小学校は幸子や大西光代と同じ。小学6年生の時の遠足で同じ学年の女の子が池で亡くなった事件があり、重徳が好意を寄せていたことから、彼女を殺した疑いがかけられたことがある。

黒沢恵
演 - 田中美里
若槻の恋人。大学で働いており、同じ大学の助教授である金石については、人にレッテルを張るようなものの見方をすることに抵抗があると評している。

葛西好夫
演 - 石橋蓮司
若槻の直属の上司。ベテラン職員で知識も経験も豊富であり、様々な保険加入者のクレームや難癖をなんとか穏便に対処する術を心得ている。

松井刑事
演 - 町田康
金沢中警察署の刑事。常に右足を引きずって歩いている。金石の遺体の身元確認で、遺体が若槻の名刺を持っていたため引きあわせた。

三善茂
演 - 小林薫
問題のある顧客の応対を得意とする保険外交員。普段は穏やかな口調だが、どこか凄みのある人物。葛西によると実は元極道関係者で結婚を機にカタギとなり、保険会社に転職したという。

金石克己
演 - 桂憲一
犯罪心理学が専門の大学助教授。怪しげな雰囲気を持つ人物。重徳（名前は伏せた状態）の小学生の時の作文を読むなどして「情勢欠如ではないか」「サイコパス」と判断した。

角藤
演 - 伊藤克信
昭和生命の保険加入者。同社の1回の入院給付金の限度日数が120日で、ちょうど120日ごとに病名を変えて入院を続けているが、若槻たちに難癖をつけて契約解除に応じようとしない。
作中では診断している病院もグルで、角藤は給付金をもらって入院しており、昼間はいつもパチンコに行っているとされる。

大迫外務次長
演 - 菅原大吉

木谷内務次長
演 - 佐藤恒治

橋本教諭
演 - 小林トシ江
幸子と重徳の小学5年生の時の担任教師。幸子については目立たない性格ということもあり「あまり良く覚えていない」、重徳については「色々と問題のある子だった」と語っている。
国語力をつけさせるため、作文が苦手な子でも個性的な文章が書けるという理由で自身が担当を受け持ったクラスの児童に「夢」（昨夜見た夢、など）について作文を書かせている。

大西光代
演 - 友里千賀子
元保険外交員。幸子とは同じ小学校の同級生だが、それほど仲が良かったわけではない。務めていた保険会社のノルマもあり、偶然再会した幸子に保険を薦めた。

波多野医師
演 - 鷲尾真知子
重徳が働いている工場での事故により腕を切断した時の様子などを若槻に説明した。

菰田和也
演 - 針谷俊
幸子の連れ子。両親によって保険にかけられていたが、自宅で縊死した。死体発見者は若槻であるが、保険を受け取るために殺された疑いを持ち、若槻が調査を始める。

高倉嘉子
演 - 西美子

守衛
演 - 荒谷清水
昭和生命の建物を担当している警備員。作中では夜に会社内を見廻っており、時々残業をしている若槻に声をかけている。

営業マン
演 - 貴志祐介

出前持ち
演 - 山崎まさよし

### 韓国版
韓国では2007年6月21日公開。ホラー映画史上では最多の353館で公開され、公開2週目で観客動員数100万人を記録した。日本では2008年4月5日に角川映画の配給で公開。R-15指定。
2007年10月、東京国際映画祭で特別招待作品として上映された。

#### あらすじ（韓国版）
トンプ保険会社査定員のチョン・ジュノは、シン・イファを名乗る女から自殺の場合の保険金が下りるかという奇妙な電話を受ける。数日後、チョンジン（清津）洞のパク・チュンベの家で彼の息子パク・ポフンが首吊り自殺しているのをチュンベの目前で目撃させられてしまう。その後、チュンベと再婚したイファによるしつこく異常な保険金催促が始まった。

#### スタッフ（韓国版）
- 監督：シン・テラ
- 撮影：チェ・ジュヨン
- 脚本：イ・ヨンゾン
- 美術：チョ・ファソン
- 編集：ナム・ナヨン
- 音楽：チェ・スンヒョン
- 脚色：キム・ソンホ
- 照明：イ・ソンジェ

#### キャスト（韓国版）
()内は日本語吹き替えは担当声優。
- チョン・ジュノ（トンプ保険会社査定員）：ファン・ジョンミン（みやざこ夏穂）、チェ・スハン（幼少期）
- パク・チュンベ：カン・シニル（後藤哲夫）、シン・ジェフン（幼少期）
- シン・イファ（チュンベの妻）：ユ・ソン（岡寛恵）、ペ・ソヨン（幼少期）
- チャン・ミナ：キム・ソヒョン（原千果子）
- ナム・サンス課長：キム・ジョンソク
- マ・ヨンシク：ユ・スンモク
- オ刑事：チョン・インギ
- ハン・スン：ギュイ・ヘヨン
- キム・テヨン：キム・ジュヒ
- キム刑事：イ・ギョンフン（中尾一貴）
- コ・ミジャ（トンプ保険女性職員）：カン・ムニ
- カン・ギテ（入院患者）：イ・チャニョン
- 女教頭（チュンベ・イファの卒業小学校教師）：イ・ジュシル
- イ・ホンヨン（ラストの少女）：ペ・ソヨン
- パク・ポフン（チュンベの息子）：キム・ヒス
- 悲鳴をあげる少女：クォン・スヒョン
- ジュンソク：キム・ミンソン
- ホンヨンの母：キム・ヨンソン
- リポーター：キム・ヨンピル